# دارموك
دارموك (بالإنجليزية: Darmok)‏ هي الحلقة 102 من المسلسل التلفزيوني الخيال العلمي ستار تريك: الجيل التالي, الحلقة الثانية من الموسم الخامس. تتضمن هذه الحلقة بول وينفيلد، الذي لعب في السابق الكابتن تيريل في ستار تريك 2: غضب خان، و"أشلي جود" في أول أداء لها في التمثيل. ويصف الحادث الذي لم يتمكن فيه طاقم سفينة إنتريبرايز من إقامة أتصال ذي معنى مع طاقم سفينة غريبة، تم حلها من خلال كفاح قباطنة السفن للدفاع عن بعضهم البعض من وحش شرير. وغالبًا ما يتم الاستشهاد بها كواحدة من أفضل حلقات المسلسل.

## الحبكة
يناقش الطاقم الكبير مهمتهم الأخيرة: لإجراء اتصال مع السلالة التاماريان الذين كانوا ينقلون إشارات نحو فضاء الاتحاد لعدة أسابيع. ويذكرون بأن العديد من الأتصالات السابقة قد حدثت، ولكن لم يتم أي تفاعل ذي معنى، لأن لا يمكن فهم طريقة التواصل التامارياني. تقوم الإنتريبرايز بالتواصل مع سفينة التاماريان في مدار حول كوكب إل-أدريل. وعلى الرغم من أن المترجم العالمي يمكن أن يترجم كلماتهم، إلا أن التاماريان يتواصلون فقط من خلال الرموز، التي تحير طاقم الإنتريبرايز لأنهم لا يفهمون هذا حتى الآن ولا يعرفون حتى القصص التي يشير إليها التاماريان. وعلى نفس المنوال، يبدو أن التاماريين محتارون وغير قادرين على فهم أستخدام بيكارد لغة البسيطة.
محبطاً بفشلهم في التواصل، انتقل كل من كابتن التاماريان، داثون، والكابتن بيكارد إلى سطح الكوكب. ثم ينشئ التاماريان مجالًا مبعثرًا في الغلاف الجوي للكوكب لمنع أستخدام وظائف النقل على أي قبطان. على السطح، ينطق داثون بعبارة «دارموك وجالاد في تاناغرا» ويرمي لبيكارد خنجر. بيكارد غير متأكد مما إذا كان هذا نوع من التحدي الرسمي للمبارزة وبهذا يرفض التقاط السلاح. مع حلول الليل، يفشل بيكار من إشعال النار، ويتشارك الكابتن داثون معه النار مع عبارة «تامبا، ذراعيه واسعة.» في صباح اليوم التالي، بدأ داثون في الجري ثم أدرك بيكار أن هناك حيوان مفترس في المنطقة يطاردهم كليهما. أخيرا يبدأ بيكار في فهم الطريقة التي يتواصل بها السلالة الأخرة عندما يقرأ أحد الرموز، ويرى المعنى الذي تحته هو اتجاه على التكتيك الذي يريد الكابتن الآخر أستخدامه لمحاربة الوحش.
يحاول الأثنان محاربة الوحش معاً، ولكن بسبب فشل محاولة ناقل الإنتربرايز غير الناجحة لإنقاذهم في منتصف المعركة تمنع بيكارد من المشاركة في لحظة حاسمة، ويصاب داتون بجروح بالغة.
في الإنتربرايز، يكافح الضابط الأول رايكر والطاقم لفهم اللغة الغريبة، ويعمل رايكر كقائد البيانات مع مستشار السفينة تروي على أمل ترجمتها. في هذه الأثناء، يعتقد الملازم وورف أن الكابتن يجري اختباره كمقاتل ويدافع عن موقف عدواني، حيث يقول ريكر إنه سيتخذه كخيار أخير. يأخذ رايكر مركبة وورف المكوكية في محاولة لأسترداد الكابتن، ويفشل عندما يعطل الأجانب المركبة بدقة وإجبارها على العودة إلى الإنتربرايز. يعمل كبير المهندسين لافورغ ووورف على طريقة لتعطيل مجال انتشار التاماريان لإحالة بيكارد، في حين يعمل كل من تروي وداتا على فك رموز لغة التاماريان. ويستنتجون بأنها تستند كلياً على قصص من الفولكلور التاماريان. يتعلمون أن دارموك كان صياد وتاناجرا هي جزيرة ولكن لا شيء آخر. دون القصص وراء الرموز، لا تزال لغة التاماريان غير مفهومة.
وبينما كان بيكارد يراعي جروح داثون، يبقيه يتحدث ويستخلص ببطء أن دارموك وجلاد كانا محاربين التقيا في جزيرة تدعى تاناغرا واضطرا إلى التعاون لإلحاق الهزيمة بوحش خطير يسكن هناك، ليصبحوا أصدقاء في هذه العملية. حاول داثون إعادة هذا الحدث بينه وبين بيكارد على أل-أدريل، آملاً أن تكون محنتهم المشتركة الصداقة حيث فشلت الكلمات. يروي بيكار لداثون ملحمة جلجامش، وهي قصة إنسانية تشبه رواية دارموك وجلاد. يبدو أن داتون يفهم القصة ولكنه في النهاية يستسلم لجروحه.
تطلق الإنتربرايز النار على سفينة التاماريان، وتعطل حقل الانتشار، وتدفع ببيكارد. ليستخدم معرفته الجديدة من الرموز التامارية لإيصال رسالة أساسية إلى التاماريان وإنهاء المعركة؛ عندما يعيد بيكارد صحيفة داثون الشخصية إليهم، يعلن سجل التاماريان القصة باسم «بيكارد وداتون على أل-أدريل» ويضيفون عبارة جديدة إلى لغتهم. بيكارد ينعى داتون، الذي ضحى بحياته لفتح العلاقات بين ثقافتيهما.
يقرأ بيكارد لاحقاً ترانيم هومريك هيمنز في غرفته الجاهزة، موضحًا لريكر أن معرفتهم أكثر بميثولوجيتهم الخاصة قد تساعدهم على الأرتباط بالتاماريان. بيكارد يعلم ريكر أن داتون ضحى بحياته على أمل التواصل ويتسائل إذا كان راغباً في القيام بنفس الشيء.
بعد أن يغادر ريكر الغرفة الجاهزة، يلتقط بيكارد السكين وينظر من نافذة الغرفة الجاهزة إلى الفضاء بينما يكرر الطقوس الإيمائية التي رأى داثون ينخرط فيها. وهكذا ينعى بيكارد بصمت رفيقه الميت.

## الإنتاج
كانت هذه الحلقة أطول فترة حمل لأي حلقة من TNG خلال فترة ولاية مايكل بيلر، واستغرقت عامين تقريباً لتصل إلى الشاشة. كان ريك بيرمان يكره الفرضية، لكن بيلر رأى بأنها مثيرة للأهتمام وأنه مصمم على إنجاحها. أعطاه بيلر إلى جو مينوسكي، الذي أكمل السيناريو وركز القصة على فكرة وجود زعيمين يحاولان التواصل، بالإضافة إلى استخدام ملحمة جلجامش كأداة للرسم.
حدث التصوير الأساسي لـ «دارموك» في الفترة من 18 إلى 26 يوليو 1991، في منصات باراماونت 8 و 9 و 16، وكذلك في موقع برونسون كانيون. كان يوم 8 أغسطس يومًا إضافيًا لوحدة الشاشة الزرقاء لتصوير مشاهد المخلوقات مع البهلوان ريكس بيرسون على باراماونت المنصة 9. تم تصوير الوحدة الثانية لهذه الحلقة في 26 أغسطس على بارامونت 9 و 16. عند إنتاج الحلقة التالية، «الراية رو»، عادوا إلى الموقع في برونسون كانيون في 5 أغسطس، تم تصوير تسلسل آخر لـ«دارموك» يتضمن ريكس بيرسون. دانا فيتاتو صوّرت لقطات ثانية إضافية في 28 آب / أغسطس على باراماونت. 9. ورقة الدعوة مؤرخة بتاريخ 18 يوليو «ممثلة غير مصنفة» في دور الملازم لارسون. في الحلقة النهائية، أصبح هذا الدور روبن ليفلر، الذي أدته آشلي جود.

## وصلات خارجية
- دارموك على موقع IMDb (الإنجليزية)
- دارموك على موقع روتن توميتوز (الإنجليزية)
- دارموك على موقع نتفليكس (الإنجليزية)
- دارموك على موقع أول موفي (الإنجليزية)
- «دارموك» على قاعدة بيانات الأفلام على الإنترنت
- "Darmok" على تي في.كوم